# Oberaschau (Neunburg vorm Wald)

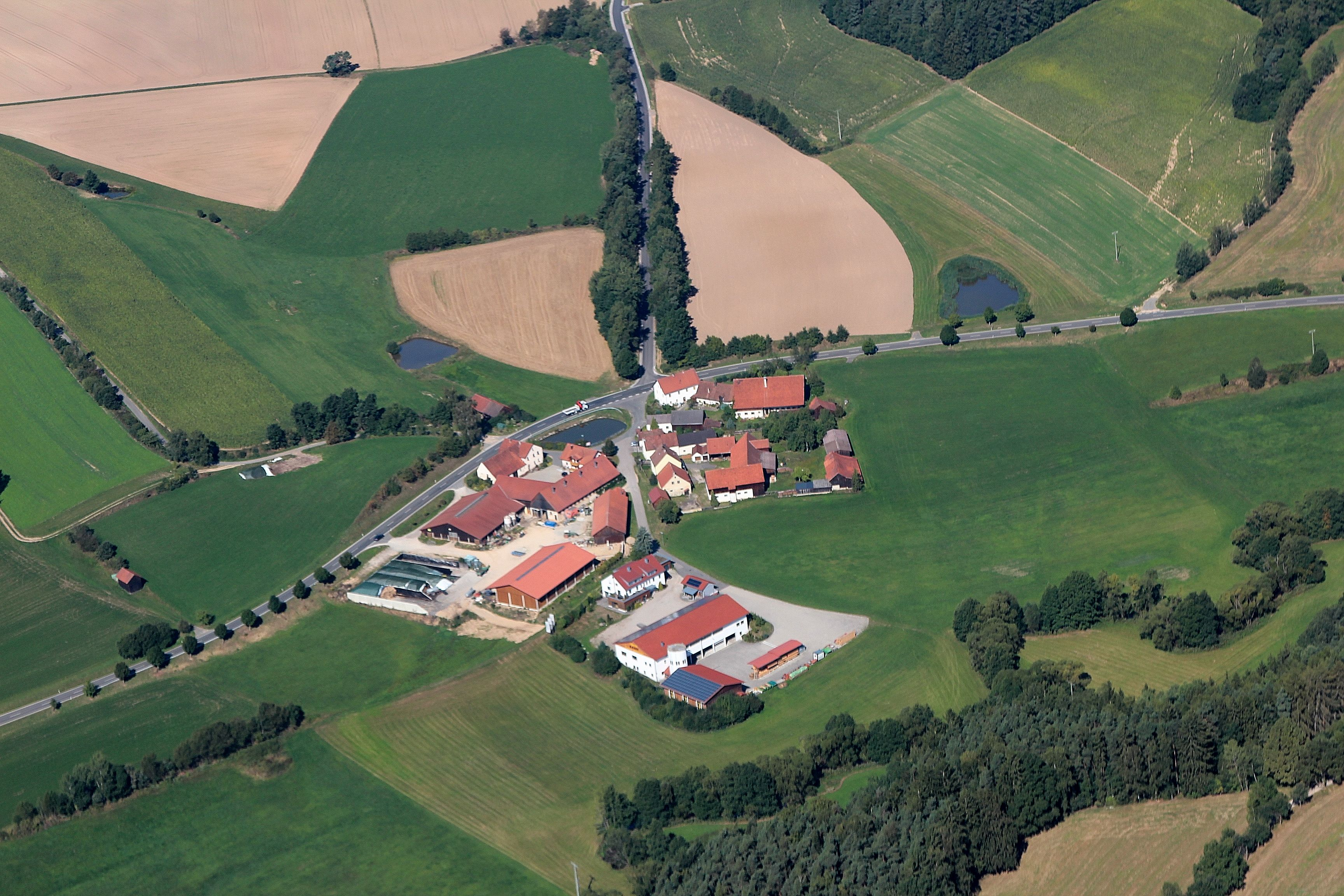
Oberaschau (2013)

Oberaschau ist ein Ortsteil der Stadt Neunburg vorm Wald im Landkreis Schwandorf in Bayern.

## Geographie
Oberaschau liegt circa fünf Kilometer nördlich von Neunburg vorm Wald an der Ascha.
Der Ort liegt südlich des Warntals, einem engen Durchbruchstal, das die Ascha zwischen dem 583 m hohen Kühbergmassiv auf der Westseite und dem 572 m hohen Warnbergmassiv auf der Ostseite gegraben hat.
Durch Oberaschau verläuft die Staatsstraße 2398, die Neunburg vorm Wald mit Oberviechtach und der B 22 verbindet.

## Geschichte
1273 wird Oberaschau erstmals als „zuperius Ascha“ urkundlich erwähnt.
Oberaschau wurde 1283 mit fünf Höfen und einer Mühle als Siedlung zum Amt Neunburg gezählt.
1665 wird es unter dem Namen Obernaschach aufgeführt.
Dabei bezieht sich das „Ober-“ im Ortsnamen darauf, dass Oberaschau näher zur Quelle der Ascha gelegen ist als Mitter- und Unteraschau.
In Oberaschau bestand ab dem 14. Jahrhundert ein Eisenhammer, der vom Wasser der Ascha betrieben wurde, dieser wurde später zu einem Blechhammer umgebaut. Aus einem Bericht des Johann German Barbing an den Kurfürst Ferdinand Maria vom 16. Januar 1666 heißt es: „Oberaschau. Ein Blechhammer, welcher dem gewesenen Amtsverwalter allhier, Wolf Jakob Freysinger gehört, aber dergestalt eingegangen ist, daß gar nicht mehr zu sehen, wo das Haus oder anderes eigentlich gestanden.“
Am 23. März 1913 war Oberaschau Teil der Pfarrei Schwarzhofen, bestand aus Häusern und zählte 32 Einwohner.
Am 31. Dezember 1990 hatte Oberaschau 26 Einwohner und gehörte zur Pfarrei Schwarzhofen.